# Sertão (pugilista)
Valdemir dos Santos Pereira (Cruz das Almas, 15 de novembro de 1974), apelidado de Sertão, é um pugilista brasileiro e campeão mundial da categoria "pena".

## Carreira como amador
Como amador, Pereira representou o Brasil nos Jogos Olímpicos de Verão de 2000 em Sydney, na categoria de Peso Pena. Venceu a primeira luta contra o australiano James Swan mas foi derrotado na segunda pelo turco Ramazan Palyani.

## Carreira como profissional
Conhecido como "Sertão", se profissionalizou em 2001 e foi campeão mundial dos penas pela Federação Internacional de Boxe após vencer por pontos o tailandês Fahprakorb Rakkiatgym em 21 de janeiro de 2006 em Mashantucket, Estados Unidos. Em sua primeira defesa do cinturão cinco meses depois, em 14 de maio, perdeu seu título para o norte-americano Eric Aiken quando foi desqualificado no oitavo assalto.
Tentou uma luta revanche contra Aiken em março de 2007 mas um exame de saúde impossibilitou a luta. Abandonou o boxe e retornou à sua cidade natal.

### Cartel
| 24 Vitórias (15 nocautes, 9 por decisão), 1 Derrota, 0 Empates |        |                             |      |              |            |                                                        |                                             |
| Res.                                                           | Cartel | Oponente                    | Tipo | Rd., Time    | Data       | Local                                                  | Notas                                       |
| Derrota                                                        | 24–1   | Eric Aiken                  | DQ   | 8 (12), 1:37 | 2006-05-13 | TD Banknorth Garden, Boston, Massachusetts             | Perdeu o cinturão peso-pena da IBF          |
| Vitória                                                        | 24–0   | Yuri Romanovich             | UD   | 10           | 2006-04-09 | IMES, São Caetano do Sul, São Paulo                    |                                             |
| Vitória                                                        | 23–0   | Fahprakorb Rakkiatgym       | UD   | 12           | 2006-01-20 | Foxwoods Resort Casino, Mashantucket, Connecticut      | Conquistou o cinturão vago peso-pena da IBF |
| Vitória                                                        | 22–0   | Victor Hugo Paz             | UD   | 10           | 2005-07-23 | Gimnasio Municipal, Embu das Artes, São Paulo          |                                             |
| Vitória                                                        | 21–0   | Euclides Espitia            | TKO  | 3 (8)        | 2005-05-28 | Ginasio Alves Cabral, Vitória, Espírito Santo          |                                             |
| Vitória                                                        | 20–0   | Whyber Garcia               | UD   | 12           | 2005-01-28 | Northern Quest Casino, Airway Heights, Washington      | Defendeu o cinturão peso-pena da WBA        |
| Vitória                                                        | 19–0   | Pastor Humberto Maurin      | UD   | 12           | 2004-12-11 | Ginasio Municipal, Ibirapuera, São Paulo               | Conquistou o cinturão peso-pena da WBA      |
| Vitória                                                        | 18–0   | Emmanuel Lucero             | SD   | 10           | 2004-08-13 | Pechanga Resort and Casino, Temecula, California       |                                             |
| Vitória                                                        | 17–0   | Julio Cesar Alganaraz       | RTD  | 4 (8)        | 2004-05-01 | Ginasio Municipal Ayrton Senna, Carapicuíba, São Paulo |                                             |
| Vitória                                                        | 16–0   | Rogers Mtagwa               | TKO  | 8 (10), 2:36 | 2004-01-03 | Foxwoods Resort Casino, Mashantucket, Connecticut      |                                             |
| Vitória                                                        | 15–0   | Luis Enrique Adame          | UD   | 10           | 2003-08-09 | Miami Arena, Miami, Florida                            |                                             |
| Vitória                                                        | 14–0   | Oney Hellems                | TKO  | 2 (10), 2:59 | 2003-03-15 | UIC Pavilion, Chicago, Illinois                        |                                             |
| Vitória                                                        | 13–0   | Ronaldo Lima                | TKO  | 2            | 2003-02-16 | Estudio Rede Bandeirantes TV, São Paulo                |                                             |
| Vitória                                                        | 12–0   | Marcos Badillo              | UD   | 6            | 2002-12-13 | Pechanga Entertainment Center, Temecula, California    |                                             |
| Vitória                                                        | 11–0   | Jose Claudio Da Silva       | KO   | 4 (6)        | 2002-08-24 | Municipal Arena, Jandira, São Paulo                    |                                             |
| Vitória                                                        | 10–0   | Robert Enriquez             | TKO  | 4 (6), 1:29  | 2002-08-03 | Dodge Theater, Phoenix, Arizona                        |                                             |
| Vitória                                                        | 9–0    | Cirilo Coronel Campos       | TKO  | 2 (6)        | 2002-05-18 | CESPRO, São Caetano do Sul, São Paulo                  |                                             |
| Vitória                                                        | 8–0    | Sergio Gustavo Rodriguez    | KO   | 2 (8)        | 2002-03-23 | Milton Feijao Arena, São Caetano do Sul, São Paulo     |                                             |
| Vitória                                                        | 7–0    | Almir Fernandes de Oliveira | KO   | 1 (10)       | 2002-02-26 | Ginasio Baby Barione, São Paulo                        |                                             |
| Vitória                                                        | 6–0    | Gutemberg Ferreira          | PTS  | 6            | 2001-12-21 | CESPRO, São Caetano do Sul, São Paulo                  |                                             |
| Vitória                                                        | 5–0    | Sebastiao Macaris           | TKO  | 2 (4)        | 1997-03-12 | Municipal Arena, Diadema, São Paulo                    |                                             |
| Vitória                                                        | 4–0    | Julio Cesar Soares          | KO   | 2            | 2001-09-21 | Leonard's Restaurant, São Caetano do Sul, São Paulo    |                                             |
| Vitória                                                        | 3–0    | Renato Pedro                | KO   | 2 (4)        | 2001-07-27 | Leonard's Restaurant, São Caetano do Sul, São Paulo    |                                             |
| Vitória                                                        | 2–0    | Jose Acioly de Barros       | KO   | 2 (4)        | 2001-06-23 | Bofete Municipal Arena, Bofete, São Paulo              |                                             |
| Vitória                                                        | 1–0    | Ronaldo Conceicao           | TKO  | 4 (4)        | 2001-03-06 | Ginasio Baby Barione, São Paulo                        | Primeira luta como profissional             |